# Protetică medicală

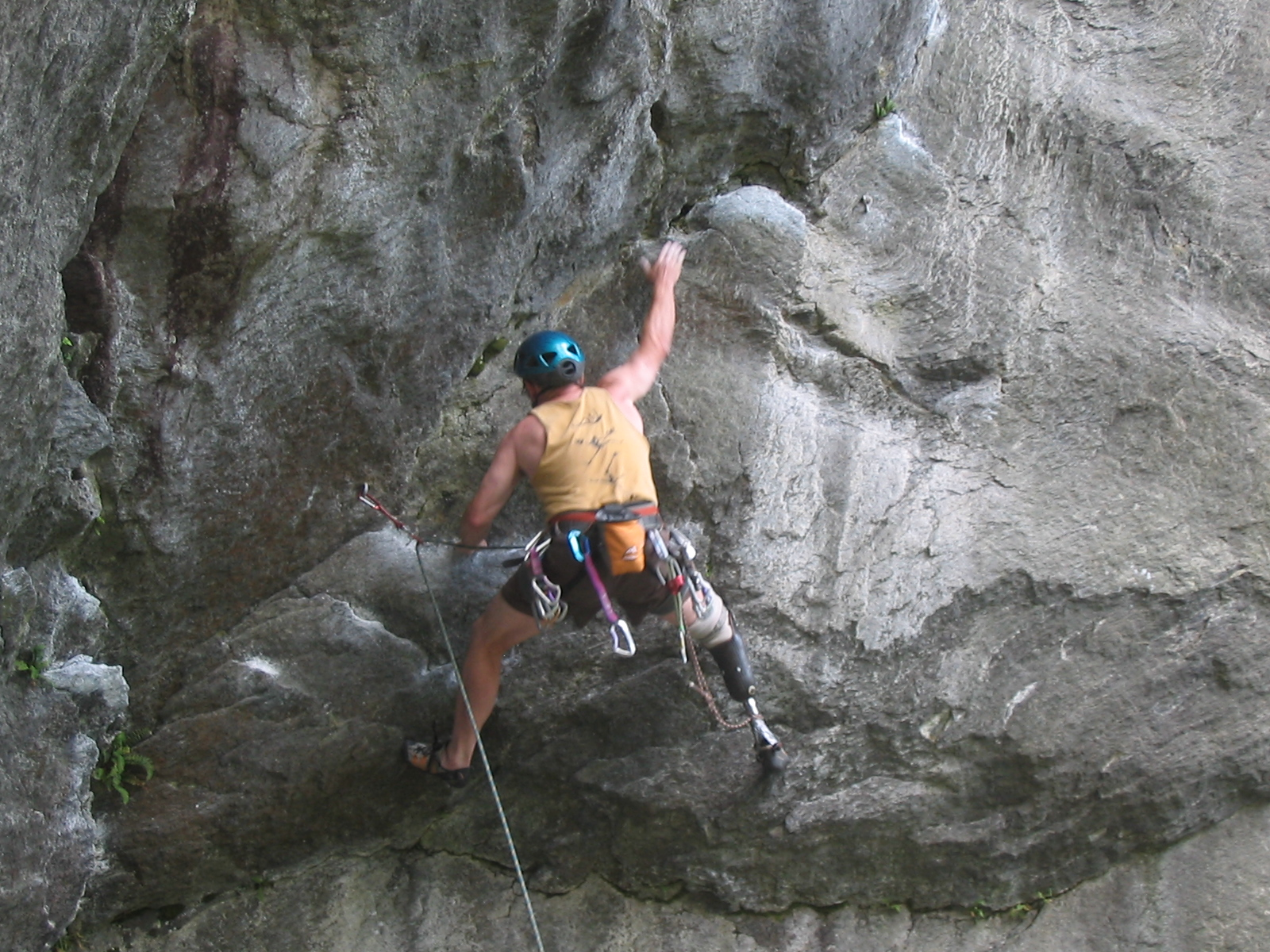
Alpinist cu o proteză totală de membru inferior drept

Protetica medicală este știința care se ocupă cu înlocuirea părților din corp, ce au suferit leziuni ireversibile sau lipsesc, cu substitute artificiale, precum și cu fabricarea, montarea și ajustarea dispozitivelor protetice.
În practică, proiectarea, designul, realizarea și aplicarea acestora se fac în raport cu prescripțiile sau instrucțiunile stabilite de către un specialist în sănătate.
Originea proteticii, ca și știință, este atribuită chirurgului francez din secolul XVI Ambroise Paré. Dezvoltarea dispozitivelor protetice a fost în general asociată cu marile războaie.